# 영원 (동물)
영원(蝾螈, newt)은 물속에 서식하는 양서류로, 특히 영원아과(학명: Pleurodelinae)에 속하는 양서류의 총칭을 이른다. 반수서 동물이지만 완전히 수서생활을 하지는 않는다는 점에서 대부분의 도롱뇽과 구분된다. 북아메리카, 유럽, 아시아에 서식하며 현재까지 약 100종 이상이 발견되었다.

## 하위 속
- 영원아과 (Pleurodelinae)
  - Calotriton
  - 붉은배영원속 (Cynops)
  - Echinotriton
  - Euproctus
  - 고산영원속 (Ichthyosaura)
  - Lissotriton
  - Mesotriton
  - Neurergus
  - Notophthalmus
  - Ommatotriton
  - 노꼬리영원속 (Pachytriton)
  - 사마귀영원속 (Paramesotriton)
  - 늑골영원속 (Pleurodeles)
  - Salamandrina
  - 꺼끌영원속 (Taricha)
  - 빗살영원속 (Triturus)
  - Tylototriton